# آمبافیلین
آمبافیلین (به انگلیسی: Ambuphylline) با فرمول شیمیایی C۱۱H۱۹N۵O۳ یک ترکیب شیمیایی با شناسه پاب‌کم ۲۱۸۵۰ است. که جرم مولی آن ۲۶۹٫۳ g/mol می‌باشد. 